# Persectania
Persectania là một chi bướm đêm thuộc họ Noctuidae.

## Loài
- Persectania arotis (Meyrick, 1887)
- Persectania atristriga (Walker, 1865)
- Persectania aulacias (Meyrick, 1887)
- Persectania aversa (Walker, 1856)
- Persectania basifascia Hampson, 1913
- Persectania dyscrita Common, 1954
- Persectania ewingii (Westwood, 1839)
- Persectania marmorata Hudson, 1924
- Persectania similis Philpott, 1924
- Persectania steropastis (Meyrick, 1887)